# Lina Puranen
Lina Maria Puranen, född 17 oktober 1983, är en sverigefinsk programledare och producent. Puranen är uppvuxen i Akalla i Stockholm. 

## Biografi
Puranen har kandidatexamen i socialantropologi från Stockholms universitet. Hon har arbetat som kultur- och tv-producent samt programledare i  Sveriges Television och Sisuradio (numera Sveriges Radio Finska). Hon har även varit aktiv i diskussion om finskans ställning och  minoritetslagstiftningen i Sverige och barnens rätt till till exempel förskola på sitt modersmål.
Puranen är medgrundare för musikföreningen och -festivalen Mokoma som tog många finska artister till Sverige under 2007–2011. Puranen är också tillsammans med Irina Heinonen och Maija Waris upphovsmakare bakom Finsk Disco. 2009–2015 arbetade hon som kulturproducent på Sverigefinska riksförbundet och skapade barnfestivalen Mukulat.

### TV-producent
2017–2019 arbetade hon som redaktör och producent på Sveriges Television där hon bland annat jobbat med serier såsom Finnomani, Finnomani, Kova Työ - Hårt Arbete, Anna Järvinen och Kvinnorna, Tatuerad-Minnen i Bläck.
Puranen skapade dokumentärserien Kova Työ - Hårt Arbete tillsammans med regissören Nanna Huolman. Serien porträtterade arbetskraftsinvandrare från Finland till Sverige. Första säsongen handlade om flytten och livet som industriarbetare i 50-, 60- och 70-talets Sverige och fick fint mottagande.  Seriens andra säsong som skildrade alkoholism skapade många rubriker och kritikerna menade att den förstärkte fördomar om finländare.
Lina Puranen var Sveriges Radio Finskans första sommarpratare 2020.